# محمود أباد (باقران)
محمود أباد (بالفارسية: محمودآباد، بیرجند) هي مستوطنة تقع في إيران في قسم باقران الريفي. يقدر عدد سكانها بـ 146 نسمة .